# جمال الدين محمد
جمال الدين محمد كان أتابكاً بورياً في دمشق من 1139 إلى 1140. وهو الابن الأصغر لتاج الملوك بوري أمير دمشق. في ليلة 22 أو 23 يونيو 1139، اُغتيل أتابك دمشق آنذاك شهاب الدين محمود على يد ثلاثة من رفاقه. ثم تولى الوزير معين الدين أنر زمام الأمور بقوة، فأمر بصلب القتلة وأحضر الأمير جمال الدين محمد، الأخ غير الشقيق للأتابك المتوفى وأمير بعلبك، إلى دمشق للقيام بذلك.